# ニュー・アカデミー文学賞
ニュー・アカデミー文学賞 (New Academy Prize in Literature) は、スウェーデンの文化人らによる“ニュー・アカデミー”が2018年限定で設立した市民文学賞。

## 概要
これはスウェーデン・アカデミーの不祥事により同年の授与が見送られたノーベル文学賞の代替として設けられたものである。
賞は、まずスウェーデンの図書館司書らが47人の候補を選び、それに対してインターネットでの一般投票を行ない、以下の4人が最終候補として8月29日にニュー・アカデミーから発表された。
- マリーズ・コンデ（ フランス）
- ニール・ゲイマン（ イギリス）
- 村上春樹（ 日本）
- キム・トゥイ（英語版）（ ベトナム/ カナダ）

しかし村上は9月17日に、候補に選ばれたことを「大変な光栄」としつつ「メディアからの注目を避けて執筆活動に専念したい」という理由でノミネートを辞退した（賞の発表後にアン・ポールソン審査委員長が明かしたところでは、村上はネット投票でトップの人気だったという）。
受賞者は10月12日に発表され、マリーズ・コンデが受賞した。
ニュー・アカデミーは2018年12月に行われる授賞式を行った後解散する予定である。